# گنادی بسونوف (وزنه‌بردار)
گنادی بسونوف (روسی: Геннадий Вениаминович Бессонов؛ زادهٔ ۲۸ آوریل ۱۹۵۴) وزنه‌بردار اهل روسیه بود.
وی در مسابقات کشوری و بین‌المللی در مجموع برندهٔ ۳ مدال طلا، ۱ مدال نقره، ۱ مدال برنز شده‌است.